# La Erección de la Cruz (Palencia)
La Erección de la Cruz, también conocido como El Levantamiento de Cristo en la Cruz, es una obra realizada por Lucas Sanz de Torrecilla entre 1614 y 1615. Portado el Viernes Santo por la Cofradía de Nuestro Padre Jesús Nazareno y Nuestra Madre la Virgen de la Amargura, el grupo escultórico está ubicado en una dependencia anexa a la Capilla de Jesús Nazareno de Palencia (Castilla y León, España).

## Historia
El contrato de la obra fue firmado por Lucas Sanz de Torrecilla el 10 de diciembre de 1614 ante el escribano Joan Alegre:

En la ciudad de Palencia, a diez días del mes de diciembre de mill y seis cientos y catorze años. Por ante mí, el presente escrivano y testigos parescieron presentes Alonso de Medina, mercader, y Francisco de Pineda Aranda, pintor, como alcaldes de la confradía de Jesús Nazareno desta dicha ciudad, y Martín Pérez, procurador, Lázaro García, Francisco Mazo y Sebastián Diez, cofrades della, personas nomenadas por la dicha confradía para lo contenido en esta escriptura, y en nombre della dijeron que daban y dieron a hacer a Lucas Sanz de Torrecilla, escultor, vecino desta dicha ciudad, una ynsinia de un Xpo crucificado vivo, quando le comienzan a levantar en la cruz, con su tal derezo, andas y las demás cosas nezesarias, y quatro sayones, conforme a las condiciones rretro escriptas, firmadas de sus nombres, las quales entregaron a mí, el presente escrivano, para que las syntiera e yncorpore en esta escriptura [...]: 117 

Con un total de nueve cláusulas, en la primera se indican las condiciones que debían reunir las andas:

Primeramente, se an de hacer unas andas de diez y ocho pies de largo, y la mesa de trece, con el ancho que sea suficiente para entrar por la puerta del palacio, y las baras y armadura a de ser de álamo blanco, y la mesa de dichas andas de pino, con sus barrotes y tuercas para que sean firmes.: 116 

En la segunda se especifica cómo debía ser la talla de Cristo, cuántos sayones debía haber y en qué posturas debían figurar:

Yten, la dicha ynsinia a de llevar una figura de un Xpo. vivo, clavado en una cruz, la qual a de estar metida en una formación de calvario y a medio levantar, y a de llevar quatro sayones: dos que por la parte de delante tiren con sogas; uno, que por la parte de atrás haga fuerza con una escalera, y otro que también por detrás de la cruz con el hombro haga fuerza al levantarla.: 116 

En la tercera, cuarta y quinta cláusulas se describen el tamaño y el tipo de madera a emplear además de indicarse que las tallas debían estar huecas y por cuenta de quién corrían los gastos de los materiales:

Yten, la figura del Xpo a de ser al natural y de seis pies y medio, por lo que disminuye en alto; y la cruz, del largo y ancho suficiente, conforme a la figura del Xpo; y cruz y Xpo a de ser hueco y el pedestal de la cruz, que hará formación de calvario, también a de ser hueco.: 116 

Yten, los dichos quatro sayones an de ser de pino de Segovia, todos ellos huecos y de seis pies de alto, y cada uno dellos que haga su sentido y movimiento, conforme al acto de cada uno, como se declara en la segunda condición.: 116 

Yten, que el oficial que de dicha obra se encargare la a de hacer de talla y escultura, y a de poner los tornillos, tuercas, clavos, madera, herraxe y todo lo demás que fuere nezesario para su adorno y perpetuidad, y todo ello se a de poner a su costa y pagarlo de su casa.: 116 

La sexta cláusula contiene el plazo de entrega y el castigo monetario si Torrecilla no cumplía lo acordado, mientras que en la séptima consta que de no reunir el paso o alguna de las imágenes los requisitos necesarios se podía obligar al tallista a repetir la pieza o bien penalizarlo con una reducción del precio acordado:

Yten, que lo a de dar fecho y acabado, conforme a estas condiciones: para el último del mes de Hebrero primero venidero del año de seiscientos y quince; y si para entonces no lo diere fecho y acabado, conforme a estas condiciones sin que dellas falte cosa alguna, ha de acer de limosna a la confradía cien rreales y se le puedan quitar del concierto; y todavía la pena pagada, pueda ser compelido a cumplirlo.: 116 

Yten, que si después de acabado pareciere que las dichas figuras, cruz o andas o qualquier cosa o parte dello no está hecho como convenga y a satisfación de los alcaldes de la confradía, el oficial que se encargare de la dicha obra a de recibir la figura que no contentare y a de volver a hacer otra, o por ella se le a de quitar, si fuere sayón, ducientos y cinquenta rreales; y si fuere el Xpo, quinientos; y si fueren las andas, ciento y cinquenta, a eleción de la dicha confradía y sus alcaldes el volver a que se haga la ynsinia o quitar la dicha cantidad.: 116 

En las dos últimas cláusulas se hace constar la similitud que el conjunto debía guardar en lo relativo al ahuecado con otro de idéntica temática conservado en Valladolid así como los pagos a realizar por parte de la cofradía al escultor:

Yten, se declara y es condición que todas las dichas figuras y cruz an de ser huecas y no desvastadas por dentro, sino aocadas de la forma y manera que están las del mesmo paso en la pasión de Valladolid.: 117 

Yiten, al oficial que dello se encargare se le darán luego trecientos rreales para la madera, y después se le hirá dando cada semana cinquenta rreales hasta el dicho día fin hebrero, y con ello la a de dar y entregar fecha y acabada, y la resta, a cumplimiento de lo en que se conzertare, se le dar o después, luego que la confradía lo tenga, con declaración que la a de entregar, aunque no se le acabe de pagar y no la pueda rretener por la paga.: 117 

Al final del contrato figura el montante de la obra, el cual ascendió a 1320 reales, así como la conformidad del escultor con las condiciones de la escritura:

Conforme a las quales condiciones, cumpliendo el dicho Lucas Sanz de Torrecilla con el tenor dellas, la dicha cofradía y ellos, en su nombre, se obligan y los bienes y hacienda de la dicha cofradía a la que darán y pagarán al susodicho o a quien su poder obiere los mill y trescientos y veinte rreales en que está concertada la figura de la dicha ynsinia, según y en la forma que se contiene y declara en la húltima condición de suso yncorporada. Presente a la tal escriptura el dicho Lucas Sanz de Torrecilla, escultor, vezino desta dicha ciudad, a quien fueron leydas las dichas condiciones y cada una dellas, según y en la forma que en ellas están escriptas y declaradas, el qual, otorgando por esta escriptura, dixo la haceptava y aceptó, y conforme a las dichas condiciones se obligava y obligó con su persona y bienes... de que en el tiempo en ellas declarado dará fecha y acabada y puesta en toda perfección la dicha ynsinia y la entregará a la dicha cofradía a vista de los oficiales peritos en el arte. Y para que cumplirá con el tenor de las dichas condiciones desta escriptura, dará fianzas a consenso y satisfación de la dicha cofradía... y lo otorgaron ansí ante el presente escrivano y testigos que fueron presentes Gaspar de Astudillo y Joan Gutiérrez y Lorenzo Galanes, estantes en Palencia, y los otorgantes a quien yo, el escrivano, doy fee conozco, lo firmaron de sus nombres.

Francisco de Pineda y Aranda. Alonso de Medina. Sebastián Diez. Láçaro García. Martín Pérez. Lucas Sanz de Torrecilla.: 117–118 

Una vez finalizado el grupo escultórico la cofradía procedió a pagar el precio acordado, aunque restó 26 reales al valor final en concepto de «demasías». Gracias a los registros contables se conoce que Isabel Sánchez, esposa de Torrecilla, intervino en la elaboración del conjunto y que la policromía del mismo costó la cifra de 294 reales:

Yten, da por descargo mill y trecientos y beinte rreales que pagó y a de pagar a Lucas Sanz de Torrecilla y Ysavel Sánchez, su muger, por la hechura de la nueba ynsignia que hiço.: 118 

Demasías: Mas se lo baxan beinte y seis rreales de las entradas de Manuel y Matías de Torrecilla, hixos del dicho Lucas Sanz de Torrecilla, por algunas demassías que hiço.: 118 

Yten, da por descargo ducientos y nobenta y quatro rreales que el dicho
Antolín de Sampedro dio a Francisco de Aranda, pintor, por pintar la dicha ynsignia.: 118 

## Descripción
El grupo escultórico se compone de un total de cuatro figuras, las cuales son Cristo crucificado y tres sayones: dos frente a la cruz tirando de los extremos de una cuerda para elevarla y otro detrás de Jesús en posición de sujetar una escalera en la que se apoya el madero (el sayón que formaba pareja con este último fue retirado con el propósito de aligerar el peso del conjunto, quedando almacenado en las dependencias de la cofradía). Copia del paso vallisoletano realizado por Francisco del Rincón entre 1604 y 1606, el de Palencia posee más rigidez y menor envergadura al contar con menos imágenes, siendo considerado por Timoteo García Cuesta como el paso menos logrado de todos los que posee la hermandad, aunque sin embargo es uno de los más apreciados por el hecho de ser el más antiguo:: 84–85 

### Cristo
De escaso patetismo, Cristo aparece crucificado mientras la cruz es elevada, teniendo esta una inclinación de aproximadamente 45 grados. El rostro carece de expresividad y el cuerpo posee un modelado en el que se puede apreciar la anatomía de los músculos en tensión así como las costillas, aunque en términos generales carece de realismo. La disposición del paño de pureza resta aún más naturalidad a la obra al no tener el extremo que cuelga una caída vertical sino paralela al cuerpo de Jesús, el cual se halla en diagonal con respecto al suelo. Erróneamente atribuido a José de Rozas por el cronista palentino Ambrosio Garrachón Bengoa (quien se basó en un supuesto parecido con otras tallas del artista además de situar la fecha de entrega de la escultura en 1746), el crucificado queda limitado en este conjunto a plasmar el acontecimiento bíblico sin transmitir ninguna emoción ni expresar el dolor causado por el suplicio, no apreciándose detalles presentes en otras imágenes análogas a esta como por ejemplo los ojos entornados por la agonía, la boca entreabierta por la dificultad para respirar o el cuerpo sangrante. El Cristo de Torrecilla nada tiene que ver con la típica representación del Varón de Dolores, mostrando más bien indiferencia ante un suceso trágico como la crucifixión.: 84 

### Sayones
Los sayones poseen rostros grotescos acorde a la costumbre entonces de dotar a los verdugos de aberraciones faciales. Con indumentaria anacrónica, rasgo típico del barroco, los sayones lucen prendas propias del campesinado castellano de la época y poseen una tratamiento en los paños acorde a este periodo artístico. El verdugo situado a la derecha de Cristo tiene ambos brazos levantados y tira de una cuerda para elevar la cruz, luciendo un rostro lleno de amargura, sin duda el más exagerado de los tres y fácilmente visible al estar girado a la izquierda (este teatral gesto sugiere arrepentimiento por su acción). Viste jubón rojo con detalles en negro, camisa interior blanca con manga corta, calzones en gris oscuro, botines rojos y gorro del mismo tono que la camisa. El sayón con el que forma pareja luce una pose similar y viste jubón negro con motivos en dorado, cíngulo rojo, mangas blancas hasta las muñecas, calzones rojos y botas marrones con el envés en rojo. Por último, el verdugo colocado detrás de la cruz tiene el rostro levantado, el brazo izquierdo alzado y el derecho bajado aunque levemente erguido, como si se dispusiese a agarrar un peldaño de la escalera empleada para facilitar la elevación del madero. Viste armadura de escamas dorada, un cinturón del que cuelgan varias tiras de color verde oscuro, túnica burdeos larga hasta donde empieza la rodilla, pantalón verde oscuro, medias del mismo tono que la túnica y zapatos marrones.